# 乘著歌聲的翅膀 (孟德爾頌)
《乘著歌聲的翅膀》（德語：Auf Flügelndes Gesanges），是孟德爾頌的《六首聲樂和鋼琴曲》（作品34，1834年）中的第二首。这是孟德爾頌為德国浪漫主义诗人海因里希·海涅于1827年在《歌集》（Buch der Lieder）中发表的詩《乘著歌聲的翅膀》譜的曲。 李斯特·费伦茨在鋼琴獨奏中表演了這首曲（S. 547）。这首曲已被翻译成其他语言，并被中国，日本和韩国学校的音樂教科書采用。